# Історичний музей міста Гданська
Гда́нський міськи́й істори́чний музе́й (пол. Muzeum Historyczne Miasta Gdańska) — польський музей у Гданську, до 2000 року відомий під назвою Музей історії міста Гданська. Зберігає експонати, присвячені історії Гданська від Середньовіччя до ХХ століття. Заснований 31 березня 1970 року постановою Президії Гданської воєводської народної ради як філія Гданського поморського музею.
Місцеперебування музею — ратуша Головного міста у Гданську.
Крім ратуші музей має ще 7 відділів: Дім Уфаґена, Двір Артура, Музей бурштину, Фортеця у Віслоуйсцю, Гауптвахта № 1 на Вестерплатте, Музей баштових годинників, Музей польської пошти